# 23329 Josevega
23329 Josevega là một tiểu hành tinh vành đai chính với chu kỳ quỹ đạo là 1289.8296715 ngày (3.53 năm).
Nó được phát hiện ngày 19 tháng 1 năm 2001.